# 1854
1854 (số La Mã: MDCCCLIV) là một năm thường bắt đầu vào Chủ Nhật trong lịch Gregory.

## Sự kiện
- Hoàng tử trưởng con vua Thiệu Trị là Nguyễn Phúc Hồng Bảo âm mưu đoạt ngai vàng lần thứ hai, bị vua em là Tự Đức giam cầm và chết trong ngục.

## Sinh
Lương Văn Can - Nhà cách mạng Việt Nam

## Mất
- 1 tháng 1 – Nguyễn Phúc Miên Túc, tước phong Ba Xuyên Quận công, hoàng tử con vua Minh Mạng (s. 1827).
- 8 tháng 3 – Nguyễn Phúc Miên Bảo, tước phong Tương An Quận vương, hoàng tử con vua Minh Mạng (s. 1820).
- 6 tháng 4 – Nguyễn Phúc Nhàn An, phong hiệu Phương Hương Công chúa, công chúa con vua Minh Mạng (s. 1832).
- 6 tháng 4 – Nguyễn Phúc Miên Cư, tước phong Quảng Trạch Quận công, hoàng tử con vua Minh Mạng (s. 1829).
- 29 tháng 5 – Nguyễn Phúc Đoan Thuận, phong hiệu Định Mỹ Công chúa, công chúa con vua Minh Mạng (s. 1820).
- 7 tháng 7 – Nguyễn Phúc An Nhàn, phong hiệu Xuân Vân Công chúa, công chúa con vua Minh Mạng (s. 1836).
- 13 tháng 7 – Nguyễn Phúc Miên Bảo, tước phong Tân An Quận công, hoàng tử con vua Minh Mạng (s. 1835).
- 17 tháng 7 – Nguyễn Phúc Tấn, tước phong Diên Khánh vương, hoàng tử con vua Gia Long (s. 1799).
- 20 tháng 7 – Nguyễn Phúc Miên Kiền, tước phong Phong Quốc công, hoàng tử con vua Minh Mạng (s. 1831).
- 9 tháng 10 – Nguyễn Phúc Thục Tuệ, phong hiệu Vĩnh Chân Công chúa, công chúa con vua Minh Mạng (s. 1832).
- Không rõ – Nguyễn Phúc Hồng Bảo, tước phong An Phong Quận vương, hoàng tử con vua Thiệu Trị (s. 1825).